# Oranienburger Tor
Oranienburger Tor – dawna brama miejska w Berlinie, w dzielnicy Mitte, w okręgu administracyjnym Mitte. Znajdowała się na ulicy Friedrichstraße. Nazwa jej pochodzi od Oranienburga.
Budowę bramy rozpoczęto w 1705 r. W roku 1867 została rozebrana.